# High Land, Hard Rain
High Land, Hard Rain è l'album d'esordio degli Aztec Camera, pubblicato nell'aprile del 1983. Raggiunse la posizione numero 22 delle classifiche UK. In Italia ottenne ottime recensioni dalla critica ma non ottenne riscontro di pubblico.
La versione su CD contiene 3 brani in più rispetto alla versione originale su vinile.

## Tracce
1. "Oblivious" 3.05
2. "The Boy Wonders" 3.10
3. "Walk Out to Winter" 3.20
4. "The Bugle Sounds Again" 2.50
5. "We Could Send Letters" 5.40
6. "Pillar to Post" 3.55
7. "Release" 3.38
8. "Lost Outside the Tunnel" 3.35
9. "Back on Board" 4.50
10. "Down the Dip" 2.10
11. "Haywire" [Bonus Track]
12. "Orchid Girl" [Bonus Track]
13. "Queen's Tattoos" [Bonus Track]